# Alcázar y Bargís
Alcázar y Bargís es un antiguo municipio española perteneciente actualmente al municipio de Órgiva, en la provincia de Granada, comunidad autónoma de Andalucía. Estaba formado por el núcleo de Alcázar y el diseminado de Bargís.

## Historia
Hacia mediados del siglo XIX, el lugar, por entonces con ayuntamiento propio, tenía contabilizada una población de 872 habitantes. Aparece descrito en el primer volumen del Diccionario geográfico, estadístico, histórico, biográfico, postal, municipal, marítimo y eclesiástico de España y sus posesiones de ultramar de Pablo Riera y Sans con las siguientes palabras:

ALCÁZAR Y BÁRGIS. —L. con ayunt. al que se hallan agreg. 9 caseríos y grupos y 9 viviendas y albergues aislados. Cuenta 872 hab. y 226 edif. Organizacion judicial.—Depende del part. jud. de Albuñol, de donde dista 17 kilómetros, y aud. territorial de Granada, distante 55. Organizacion civil.—Pertenece al gobierno civil de Granada, de cuya capital dista 55 kilómetros. Organizacion militar.— Corresponde 4 la, c. g. y gobierno militar de Granada. Organización económica.—Se halla sujeto á la admon. económica de su prov. Organizacion eclesiástica.—Depende de la dióc. de Granada. Tiene una parroquia bajo la advocación de la Virgen del Rosario y San Antonio Abad, servida por un cura y un teniente, y una ermita dedicada á la espresada virgen. Servicio público.—Recibe la corr. por la estac. de Granada, conduccion de este punto á Almeria y admon. subalterna de 6ª clase de Orgiva, de donde la retira un peaton. Obras públicas y medios de comunicacion. —Los caminos son vecinales y de herradura y se hallan en regular estado de conservacion. Instruccion pública.—Hay escuela a la que asisten de 70 á 80 niños de ambos sexos. Poblacion.—Se compone de casas de uno y dos pisos, siendo sus calles pendientes y sin empedrar; una plaza pequeña y en ella las Casas Consistoriales. Hay cárcel y varias posadas para alojamiento de los transeuntes. Artes, oficios, industria.—Su principal industria es la agricultura. Tiene varios molinos harineros, de aceite y fábricas de aguardiente, asi como establecimientos y talleres de oficios mecánicos, indispensables á la poblacion. Situación geográfica y topográfica.—Está situado al S. de Sierra Nevada, en la falda del cerro Salchicha, á 13 kilómetros N. del Mediterráneo y á la márgen derecha del arroyo de su mismo nombre. Le combaten todos los vientos; es de sano clima y las enfermedades mas comunes son constipados biliosos y pleuresias. Brotan en el término fuentes de abundantes y buenas aguas, siendo la más renombrada la de las Piletas, de la que se abastece el vecindario: confina al N. con el rio Guadaolfeo y camino del puerto de Jubiley; al E. con el de Torbiscon; al S. con el de Ruvite, y al O. con el de Fregenite y Orgiva. Sus montes principales tienen de 700 á 800 metros de elevacion sobre el nivel del arroyo á que dá nombre el pueblo, y á corta distancia de él corre por la izquierda á unirse con el Guadaolfeo. El terreno es pendiente, montuoso y pedregoso, pero feraz. Produce cebada, trigo, maiz, centeno, aceite y vino: ganado lanar, cabrio, vacuno y mular. Hay abundante caza y suelen encontrarse tambien algunos lobos.
(Riera y Sans, 1881, p. 301)

El municipio de Alcázar y Bargís desapareció de cara al censo de España de 1930, al incorporarse al de Alcázar y Fregenite.

## Demografía
| Gráfica de evolución demográfica de Alcázar y Bargís entre 1842 y 1920 |
| |
| Población de derecho según los censos de población del INE Población de hecho según los censos de población del INEEntre el censo de 1930 y el anterior, este municipio desaparece porque se agrupa en el municipio Alcázar y Fregenite |